# USS LST-1014
O USS LST-1014 foi um navio de guerra norte-americano da classe LST que operou durante a Segunda Guerra Mundial.